# Sudanrot B
Sudanrot B ist eine synthetisch hergestellte chemische Verbindung aus der Gruppe der Azo- und Sudanfarbstoffe.

## Eigenschaften
Sudanrot B ist ein dunkelroter Feststoff, der praktisch unlöslich in Wasser ist.

## Verwendung
Sudanrot B wird als Farbstoff in der Histologie verwendet.